# برنامج نظام إكس بوكس
هو نظام تشغيل الخاص والمطور حصريا لأجهزة أكسبوكس يستند النظام إلى إصدار ويندوز ويدمج ميزات DirectX المحسّنة لمشغلات الألعاب. توفر واجهة المستخدم لوحة معلومات Xbox مع امكانية الوصوا إلى الألعاب ومشغلات الوسائط والتطبيقات ويتكامل مع Xbox Live للوظائف عبر الإنترنت.

## السمات المشتركة
عبر جميع الأجيال الأربعة لمنصة Xbox ، تم تسمية واجهة المستخدم الخاصة بالنظام بـ Xbox Dashboard. على الرغم من اختلاف مظهرها ووظائفها التفصيلية بين أجيال المشغلات.
 

## التحديثات
يسرد الجدول التالي التحديثات الرئيسية لنظام Xbox One وXbox Series X/S.
| تاريخ التحديث  | التحديث | مرجع                               |
| -------------- | --- | ---------------------------------- |
| نوفمبر2013     | تصحيح اليوم الأول لإزالة ميزات إدارة الحقوق الرقمية التي تعمل دائمًا والتي تم الإعلان عنها أصلاً في E3 2013                                            | [ 1 ] [ 2 ]                        |
| فبراير2014     | دعم لوحات مفاتيح USB ، توفر مساحة على القرص | [ 3 ]                              |
| مارس2014       | دعم إخراج الفيديو بمعدل 50 إطارًا في الثانية لأجهزة 50 هرتز الشائعة في مناطق أوروبا / PAL                                                             | [ 4 ]                              |
| يونيو 2014     | دعم محركات الأقراص الصلبة الخارجية التي يزيد حجمها عن 256 جيجابايت، ومحركات الأقراص الثابتة المتعددة عبر USB 3.0                                     | [ 5 ]                              |
| يوليو2014      | تحسين دعم التعرف على الصوت | [ 6 ]                              |
| اغسطس2014      | دعم SmartGlass | [ 7 ]                              |
| اكتوبر2014     | دعم مشغل الوسائط المحدث مع أحدث برامج الترميز ودعم تدفق DLNA                                                                                         | [ 8 ]                              |
| مارس2015       | مشاركة مبسطة للشاشة عبر الإنترنت | [ 9 ]                              |
| ابريل 2015     | Modified power settings for Instant-On and energy saving mode                                                                                        | [ 10 ]                             |
| نوفمبر2015     | New Xbox One Experience interface based on Windows 10; streaming to Windows 10 personal computers; backward compatibility for several Xbox 360 games | [ 11 ] [ 12 ] [ 13 ] [ 14 ] [ 15 ] |
| فبراير2016     | Better customized pin and game display support, global leaderboards                                                                                  | [ 16 ]                             |
| مارس2016       | Twitch integration; party chat; better Xbox 360 game integration; improved Game Hubs; system restore without deleting games or apps                  | [ 17 ] [ 18 ]                      |
| يوليو2016      | Refreshed interface, Cortana voice command integration, Facebook integration                                                                         | [ 19 ]                             |
| مارس2017       | Refreshed interface, improved screenshot and video sharing controls; Beam integration; accessibility improvements                                    | [ 20 ]                             |
| اكتوبر2017     | Update to Fluent Design System؛ content transfer system; support for USB webcams; backward compatibility support for original Xbox console games     | [ 21 ]                             |
| ابريل 2018     | Auto low-latency mode; support for FreeSync displays; support for up to 1440p resolutions; Mixer and Twitter integration                             | [ 22 ]                             |
| May 2018       | دعم معدل التحديث 120 هرتز؛ دعم "المجموعات" لإدارة الألعاب؛ تحسين إعدادات الأسرة.                                                                     | [ 23 ] [ 24 ]                      |
| September 2020 | تحديثات جديدة على الواجهة | [ 25 ] [ 26 ] [ 27 ]               |
| نوفمبر2020     | دعم خلفيات ديناميكية | [ 28 ]                             |
| مارس2021       | تعزيز FPS يمكن الآن لبعض الألعاب المتوافقة مع الإصدارات السابقة تحقيق 60 إطارًا في الثانية على مشغلات سيريس                                           | [ 29 ]                             |
| ابريل 2021     | خيار لتعليق الألعاب النشطة لتحديد أولويات سرعات التنزيل                                                                                              | [ 30 ]                             |
| May 2021       | قدرة إضافية للمستخدمين لتمكين صوت للحصول على جودة صوت أفضل                                                                                           | [ 31 ]                             |
| اغسطس2021      | تم تحديث إلى Windows core لمطابقة Windows 11 | [ 32 ]                             |
| September 2021 | Add Dolby Vision support on Series X/S; update Microsoft Edge to Chromium version; streaming to Windows 11 personal computers                        | [ 32 ]                             |
| اكتوبر2021     | دعم وضع الليل وإعدادات سريعة | [ 32 ]                             |
| نوفمبر2021     | دعم Xbox Cloud Gaming؛ تحديث إمكانية الوصول | [ 32 ]                             |
| فبراير2022     | استخدم Microsoft Edge لتعيين الخلفيات المخصصة | [ 32 ]                             |
| يونيو 2022     | خيار الكشف عن الإنجازات السرية | [ 33 ]                             |

## روابط خارجية
- ما الجديد: تحديثات نظام Xbox
- أجهزة إكس بوكس

قالب:Microsoft operating systemsقالب:Video game console system software